# Station Langen am Arlberg
Langen am Arlberg is een station aan de Arlbergspoorlijn in de Oostenrijkse gemeente Klösterle dat op 21 september 1884 werd geopend.

## Geschiedenis
Vanaf 1845 werden er plannen gemaakt voor een spoorlijn over de Arlbergpas en in 1847 werd ook een financier gevonden in Feldkirch. Technische problemen vertraagden het geheel en pas in 1854 werd, na de opening van de Semmeringbahn, de aanleg mogelijk geacht. De uitgewerkte plannen voorzagen onder andere in de ruim 10 kilometer lange Arlbergtunnel als hoogste deel van de lijn. De westelijke tunnelmond zou komen bij Langen am Arlberg, destijds niet meer dan een groepje boerderijen tussen Klösterle en Stuben am Arlberg. 
De bouw van de tunnel vond plaats tussen 1880 en 1884 vanuit onder meer Langen am Arlberg. De tunnel werd breed genoeg geboord voor dubbelspoor maar aanvankelijk werd er enkelspoor gelegd. Het tweede spoor kwam pas in 1885 toen duidelijk was dat de lijn een succes zou worden. Na afsluiting van de spoorwerkzaamheden vestigden vele baanwerkers zich samen met hun gezinnen in Langen am Arlberg. 
Op 9 juli 1892 werd de Arlbergspoorlijn ten westen van Langen bedolven onder een tot 6 meter dikke laag stenen en gruis als gevolg van een bergstorting waarbij 500 000 m³ steen van de Großtobel loskwam. Hierop werd besloten om ook ten westen van Langen de lijn in een tunnel te leggen, deze Großtobeltunnel was in 1893 gereed. Het oorspronkelijke tracé is deels als pad boven Klösterle, onder de naam Alte Bahntrasse, op de kaart terug te vinden. 

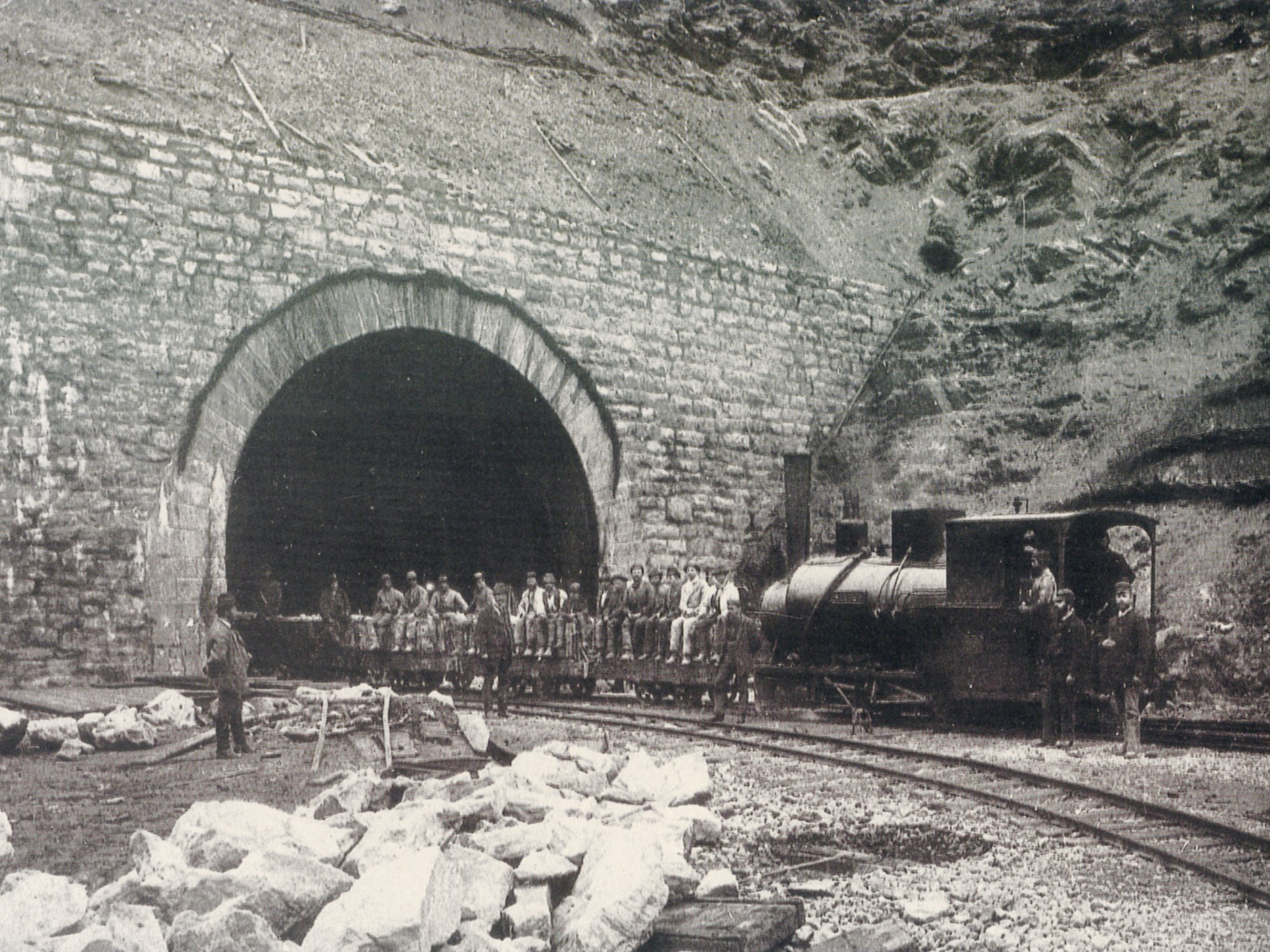
Bouwvakkers bij de bouw van de Arlbergtunnel in Langen
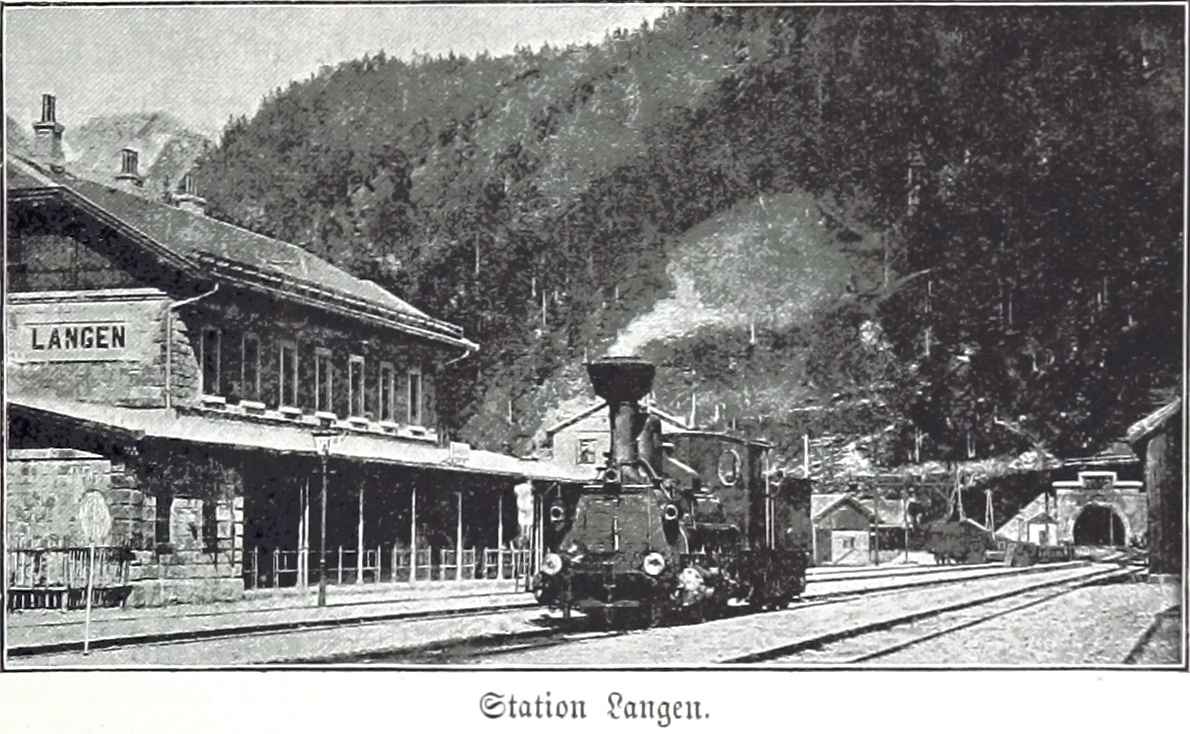
Station Langen in 1894
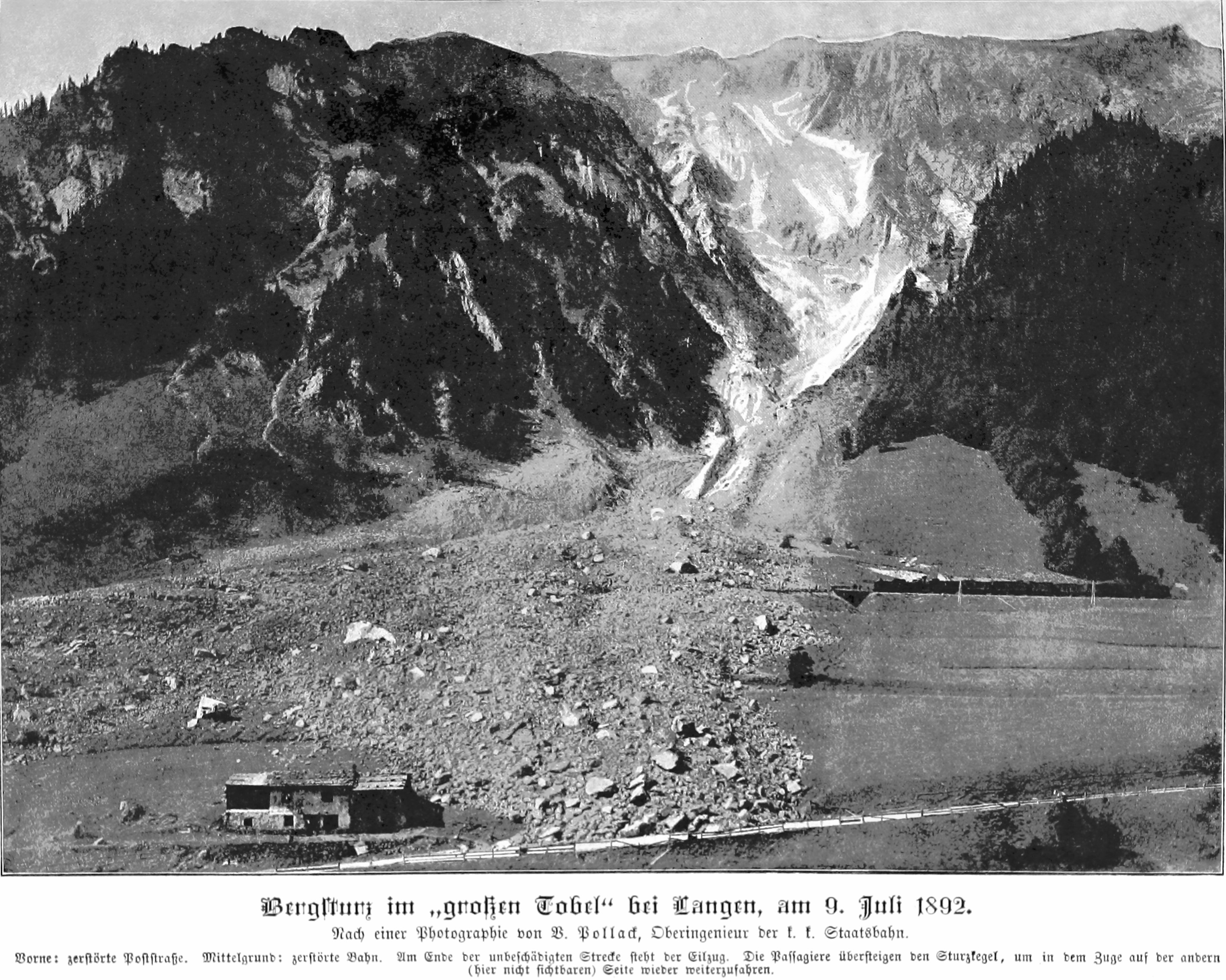
De bergstorting van de Große Tobel op 9 juli 1892 gezien uit het zuiden, vooraan de bedolven postweg in het midden de bedolven spoorlijn.

In de nasleep van de Eerste Wereldoorlog wilde het nieuwe Oostenrijk vooral niet afhankelijk zijn van kolenimport uit het buitenland. Hierom kwam in 1920 het “Elektrifizierungsprogramm” voor de spoorwegen, op 23 juli 1920 werd bij wet besloten om de Arlbergspoorlijn te elektrificeren. Nadat in 1923 de spoorwegen in de Österreichische Bundesbahnen waren ondergebracht kwam e.e.a. pas goed opgang. Als een van de eerste projecten werd, mede in verband met aanhoudende luchtverversingsproblemen, de Arlbergtunnel onder de draad gebracht. Op 20 november 1924 begon de elektrische dienst door de tunnel en in de stations Langen am Arlberg en St. Anton am Arlberg. Op 14 mei 1925 was ook het deel ten westen van Langen geëlektrificeerd en kon de hele lijn tussen Bludenz en Innsbruck doorgaand elektrisch bereden worden.
Na de Tweede Wereldoorlog was Langen meermaals de bestemming van de Nederlandse koninklijke trein in het kader van de wintersportreizen van de Koninklijke familie naar Lech.
In 2003 werd de Großtobeltunnel vervangen door de langere en voor dubbelspoor geschikte Blisadonatunnel die direct aan de westkant van het emplacement aansluit. 

## Ligging en inrichting
Het station bij westelijke tunnelmond van de Arlbergtunnel is het hoogste gelegen station van Vorarlberg. Het ligt in een ruime bocht met het stationsgebouw aan de binnenkant, de noordrand van het spoor. De Arlbergstraße L 197 tussen Stuben am Arlberg, richting Arlbergpas, en Klösterle, in het westen, loopt langs het station en kruist ten westen van het station de spoorlijn door een korte tunnel. 
Aan de westkant van het stationsgebouw is een parkeerplaats en voor het station is een bushalte. Het station heeft een eilandperron voor reizigersverkeer en daarnaast nog twee opstelsporen zonder perron. Aan de zuidkant van het emplacement is een oprit voor auto's die tot de opening van de Arlberg Straßentunnel in 1978 werd gebruikt voor autotransport tussen Langen en St. Anton, waarmee het autoverkeer 's winters een alternatief had voor de Arlbergpas.

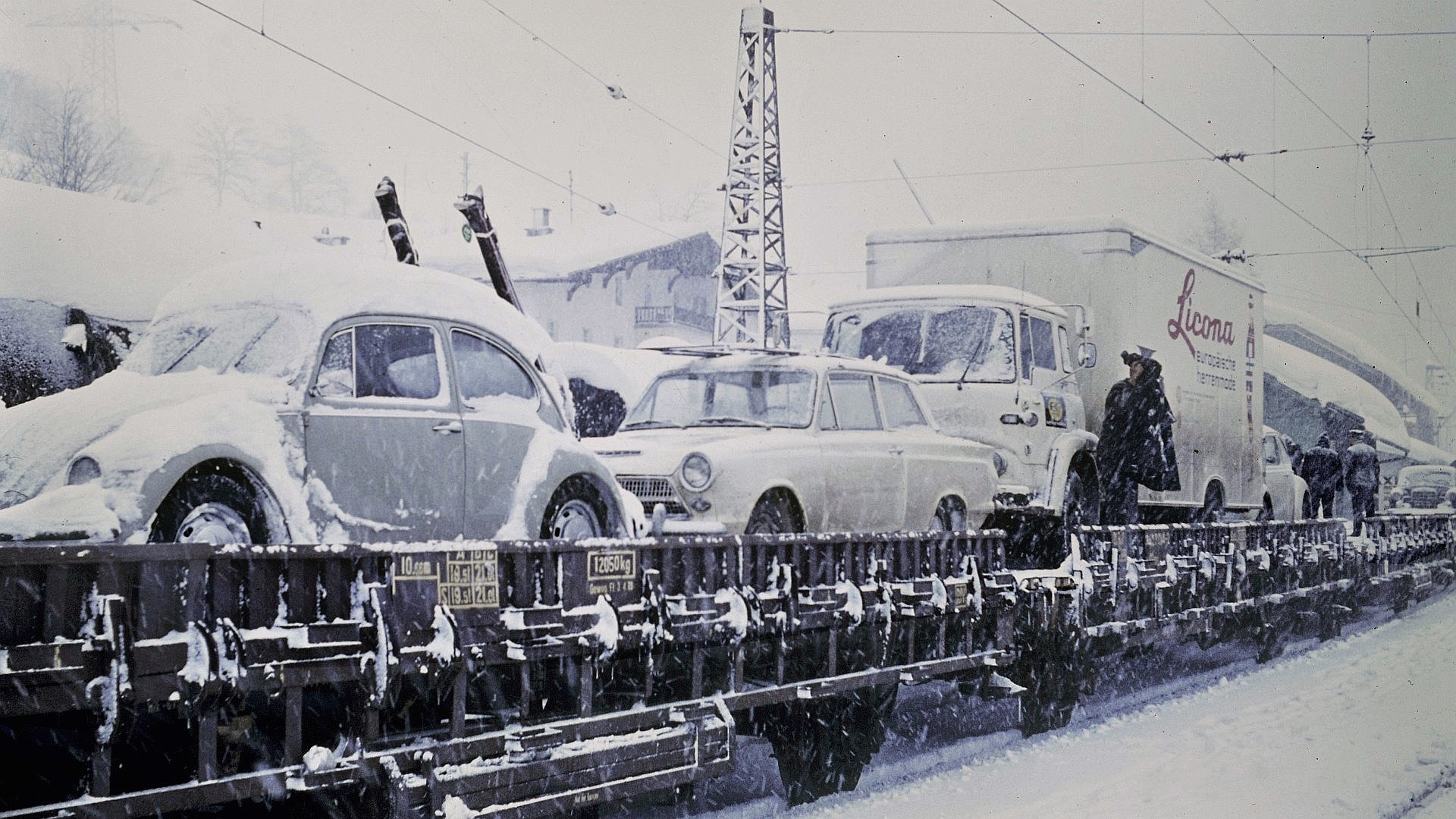
Autotransport op 19 februari 1970
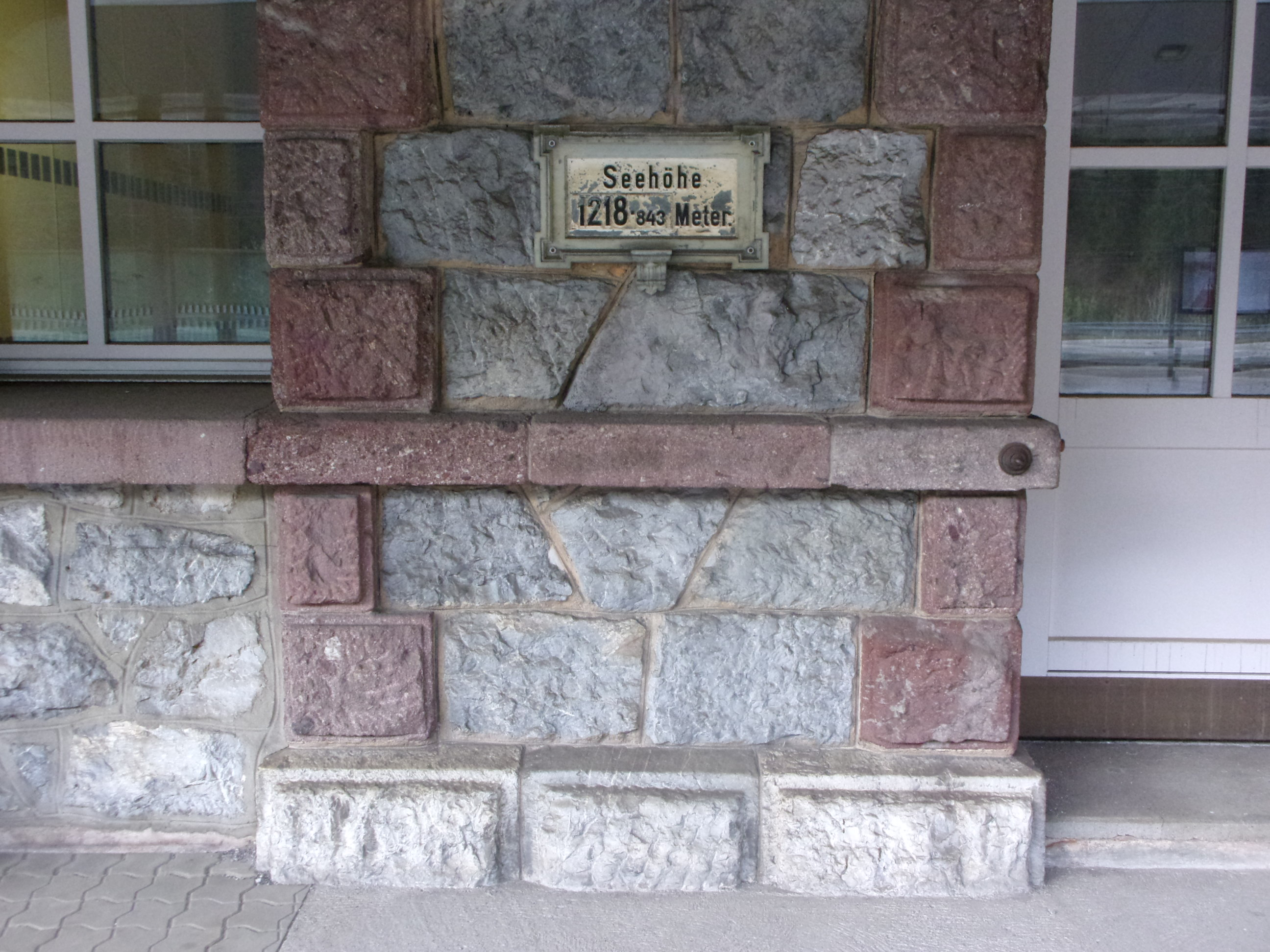
De hoogtemarkering van het station
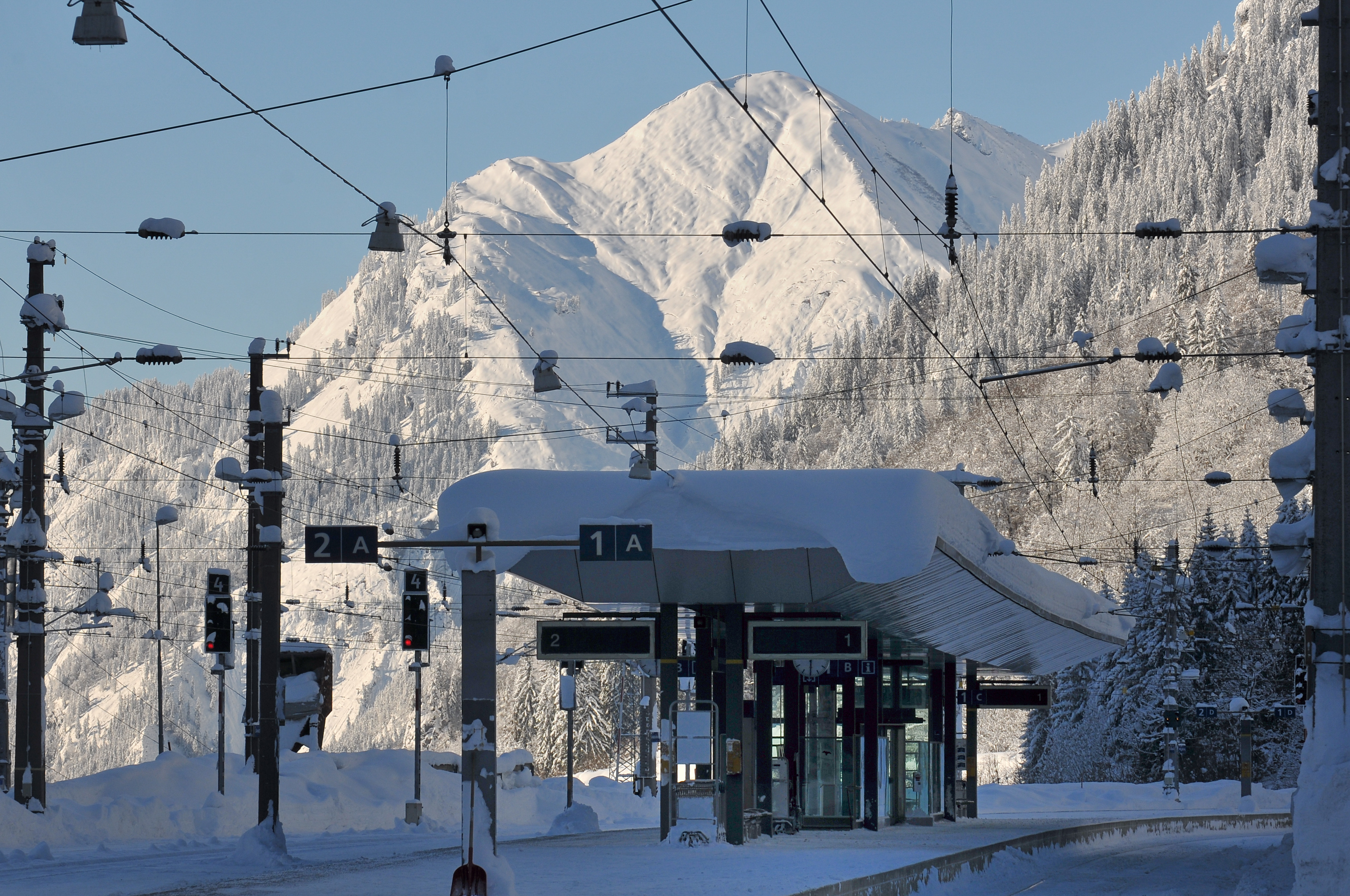
Het eilandperron in de winter, met op de achtergrond de Allhöhe (2032m)

## Reizigersverkeer
Iedere Railjet respectievelijk uit Bregenz en Budapest Keleti pu, alsmede enkele aanvullende Railjets naar Zürich (vooral 's morgens vroeg en 's avonds) en een aantal EuroNight-treinen stoppen in Langen am Arlberg. Railjets, die niet in Langen stoppen, stoppen wel in station St. Anton am Arlberg. Dit betreft de treinen van en naar Zürich. De ICE 118/119 tussen Dortmund en Innsbruck Hauptbahnhof  via Lindau-Reutin stopt eveneens in Langen.
De regiotreinen op de Arlbergspoorlijn tussen Landeck-Zams en Bludenz zijn in de loop der tijd steeds verder verminderd tot ze in 2010 helemaal geschrapt werden. Op de westhelling werden ze vervangen door de buslijnen 90 en 91 tussen Bludenz en Stuben respectievelijk Lech. Het skioord Lech is goed bereikbaar over de weg met de auto of lijn 91 die krap 20 minuten nodig heeft vanuit Langen am Arlberg, hierdoor is het tot modern langeafstandsstation uitgegroeide station van groot belang voor het wintertoerisme rond de Arlberg.